# 고향에서 온 편지
《고향에서 온 편지》는 대한민국의 1998년 4월부터 2000년 10월까지 방영된 SBS 〈좋은 세상 만들기〉의 인기 코너이다.

## 개요
우리 마을 시골 어르신(할아버지와 할머니)분들의 영상 소통 프로그램이다.

## 종영 이후 및 패러디
- TV조선에 결정2014 〈고향에서 온 편지〉 나온 적이 있다.
- 동아제약 박카스 CF 〈동아에서 온 편지〉
- 영화 〈감쪽같은 그녀 - 고향에서 온 편지〉

## 같이 보기
- 어르신
- 편지
- 싱싱 고향별곡 (SBS 계열 지역민방 TBC)